# Cala Mundina
Cala Mundina és una petita platja de còdols del municipi d'Alcalà de Xivert, a la comarca del Baix Maestrat (País Valencià).
Aquesta cala s'ha format en la desembocadura del barranc de Melentivet. Limita al nord amb la platja de Ribamar, després de 600 m de roques; i al sud, amb cala Blanca, separades per 650 m de roques. Té forma de U.
És una cala tranquil·la, sense aglomeracions, amb aigües transparents, on la flora i la fauna són elements definitoris. Està enclavada en la zona de protecció mediambiental de la serra d'Irta i és considerada una platja natural, amb poca intervenció humana.

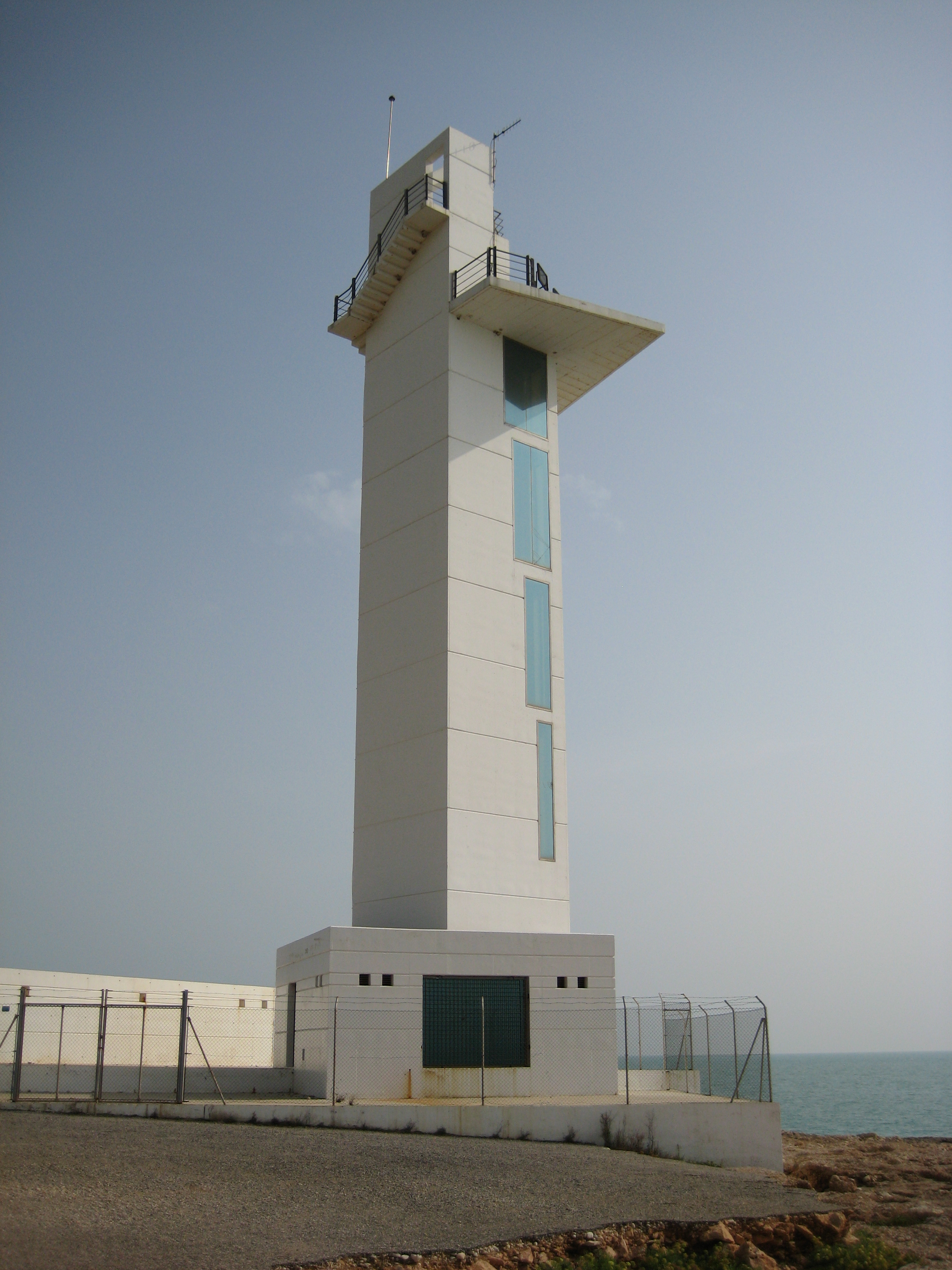
Far del cap d'Irta

Se situa en un entorn natural, i disposa d'accés per carrer. És al costat del far de cap d'Irta.